# Damián Rodríguez Callejón
Damián Rodríguez Callejón (Jaén, 1913-1982) fue un escultor español, destacado por su labor en el retrato escultórico, la escultura monumental y la restauración patrimonial. Su obra abarcó tanto el ámbito civil como el religioso, dejando un importante legado en la provincia de Jaén.

## Biografía
Realizó sus primeros estudios de escultura en la Escuela de Artes y Oficios de Jaén, donde tuvo como maestro a Victoriano Chicote. Su sobresaliente rendimiento académico le valió el reconocimiento como alumno meritorio de la institución. Posteriormente, continuó su formación en la Escuela Superior de Bellas Artes Santa Isabel de Hungría de Sevilla, donde obtuvo la licenciatura en Bellas Artes y el título de profesor de dibujo.
Tras completar su formación, Rodríguez Callejón desarrolló una extensa carrera docente como profesor de Modelado en la Escuela de Artes Aplicadas y Oficios Artísticos, José Nogué, de Jaén, hasta su jubilación, contribuyendo a la formación de varias generaciones de artistas.

## Obra
Rodríguez Callejón participó en numerosos certámenes y exposiciones de escultura, obteniendo importantes reconocimientos, entre ellos el Premio Jacinto Higueras en 1981 y el Premio de Escultura del Ayuntamiento de Jaén, de alcance nacional, otorgado por un jurado presidido por el historiador del arte José Camón Aznar.
Su producción artística es extensa y diversa, aunque destaca especialmente en el género del retrato escultórico. Entre sus obras más relevantes en este ámbito se encuentran los bustos de las personalidades más destacadas de su época.
Dentro del campo de la escultura monumental, su legado en la ciudad de Jaén es significativo. Entre sus creaciones destacan el grupo escultórico Niño sobre tortuga y la emblemática escultura del Lagarto de la Magdalena, una de las más representativas del imaginario local.
En el ámbito del arte sacro, realizó diversas esculturas e intervenciones en templos. Su obra más destacada en este apartado son los relieves del presbiterio de la Iglesia San Félix de Valois, que fueron policromados por su hijo, el también artista José Rodríguez Gabucio.
En 1962 dirigió la restauración de las yeserías del Camarín de la capilla barroca de Jesús del Llano en Baños de la Encina, colaborando con otros artistas.
También desarrolló otros trabajos en este ámbito como la restauración de diversas esculturas en la Iglesia de la Merced de Jaén y la fuente monumental situada en el Palacio de la Diputación Provincial, para la que talló la cabeza de la figura femenina sedente, pieza que había desaparecido.
Nos dejó también una amplia colección de bocetos en barro cocido en los que abordaba los movimientos artísticos más vanguardistas del momento.

## Legado
La obra de Damián Rodríguez Callejón forma parte del patrimonio artístico de Jaén, donde sus esculturas y restauraciones siguen siendo referentes en el ámbito del arte y la cultura de la ciudad.
Su obra se encuentra repartida en colecciones particulares y en instituciones como: El Instituto de Estudios Jiennenses, la Diputación Provincial, el Museo de Jaén, el Museo Cerezo  Moreno o el Museo Jacinto Higueras de Santisteban del Puerto.